# Steve Makaj
Steve Makaj, all'anagrafe Stephen J. Makaj (Burlington, ...), è un attore canadese.

## Filmografia parziale

### Cinema
- Rischio a due (Two for the Money), regia di D. J. Caruso (2005)
- Air Buddies - Cuccioli alla riscossa (Air Buddies), regia di Robert Vince (2006)

### Televisione
- Bordertown – serie TV, 2 episodi (1990)
- Oltre la legge - L'informatore (Wiseguy) – serie TV, episodio 3x19 (1990)
- Booker – serie TV, episodio 1x22 (1990)
- Top Cops – serie TV, episodio 1x01 (1990)
- It – miniserie TV, 2 episodi (1990)
- X-Files (The X-Files) – serie TV, 5 episodi (1993-1997)
- Smallville – serie TV, 2 episodi (2005-2011)
- Masters of Horror - serie TV, episodio 2x07 (2005-2007)
- Arrow - serie TV, episodio 1x05 (2012)
- Travelers – serie TV, 5 episodi (2016-2018)
- When We Rise – serie TV, episodio 1x02 (2016-2018)
- Un Natale per ricominciare (Christmas Homecoming), regia di Paul A. Kaufman – film TV (2018)
- iZombie – serie TV, episodio 4x04 (2018)
- Riverdale – serie TV, episodio 4x18 (2020)
- Morning Show Mysteries – miniserie TV, 1 episodio (2021)

## Doppiatori italiani
Nelle versioni in italiano delle opere in cui ha recitato, Steve Makaj è stato doppiato da:
- Fabrizio Russotto in Psych, Smallville (ep. 10x17)
- Antonio Palumbo in X-Files (ep. 3x03)
- Maurizio Reti in X-Files (ep. 4x24, 5x01)
- Massimo Pizzirani in Stargate SG-1 (ep. 1x04)
- Nino Prester in Stargate SG-1 (st. 2-3)
- Stefano Albertini in Jake 2.0
- Fabrizio Odetto in Smallville (ep. 4x13)
- Angelo Nicotra in Arrow
- Mino Caprio in The Killing
- Stefano Thermes in C'era una volta
- Stefano Miceli in Travelers (ep. 1x03)
- Roberto Fidecaro in Travelers (st. 2-3)
- Gaetano Lizzio in iZombie
- Paolo Maria Scalondro in Riverdale
- Mauro Magliozzi in Tracker